# (4549) Burkhardt
(4549) Burkhardt est un astéroïde de la ceinture principale d'astéroïdes.

## Description
(4549) Burkhardt est un astéroïde de la ceinture principale. Il fut découvert le 29 septembre 1973 à l'observatoire Palomar par Cornelis Johannes van Houten, Ingrid van Houten-Groeneveld et Tom Gehrels. Il présente une orbite caractérisée par un demi-grand axe de 2,44 UA, une excentricité de 0,15 et une inclinaison de 2,8° par rapport à l'écliptique.

## Compléments